# Frank Lloyd Wright

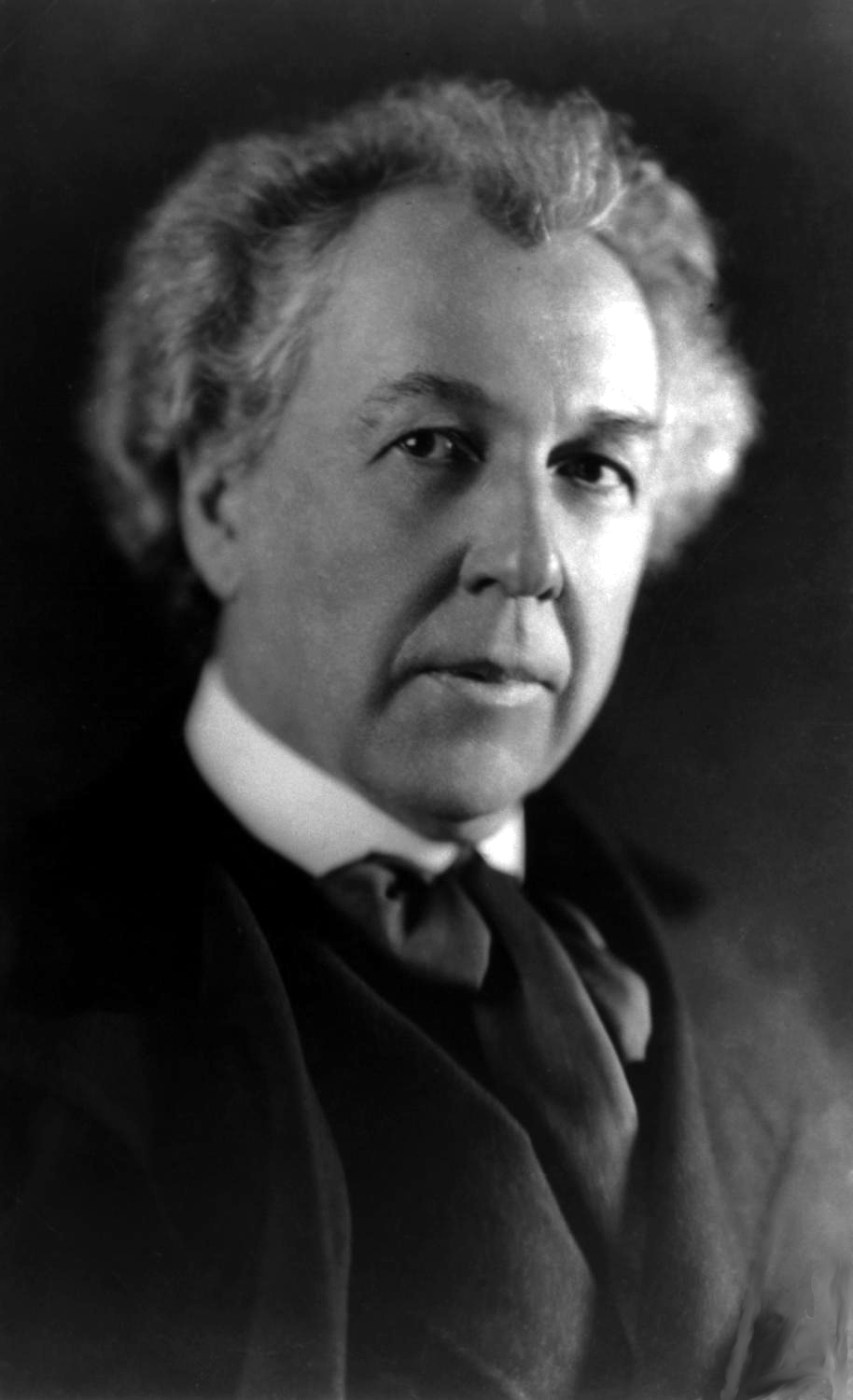
Frank Lloyd Wright, 1926

Frank Lloyd Wright (* 8. Juni 1867 in Richland Center, Wisconsin; † 9. April 1959 in Phoenix, Arizona) war ein US-amerikanischer Architekt, Innenarchitekt, Schriftsteller und Kunsthändler. Er wurde berühmt für seine Gestaltungsphilosophie, die eine Harmonie von Mensch und Natur anstrebt, die er selbst zur organischen Architektur zählte. Seine Vision für Usonia und der von Wright stark geprägte Prairie Style haben Architektur und suburbane Planungen in den USA des 20. Jahrhunderts mitgeprägt. Eine Auswahl der von Wright geplanten Bauten gehört seit 2019 zum UNESCO-Weltkulturerbe.

## Leben

### Herkunft, Ausbildung, Angestellter
Wright wuchs im ländlichen Wisconsin auf und studierte ab 1885 an der University of Wisconsin, verließ diese aber ohne Abschluss 1887 – den Ehrendoktortitel der Universität erhielt er 1955. In der Folge trat er in das Architekturbüro von Joseph Lyman Silsbee in Chicago ein, verließ die Firma aber noch im selben Jahr, um im Büro von Dankmar Adler und Louis Sullivan zu arbeiten.
1890 kam sein Sohn Frank Lloyd Wright, Jr. zur Welt, der ebenfalls Architekt wurde.

### Eigene Firma bei Chicago
1893 gründete er eine eigene Firma an seinem neuen Wohnort Oak Park, einem Vorort von Chicago. Bis 1901 hatte er etwa 50 Projekte erarbeitet. Bis etwa 1910 schuf er vornehmlich sogenannte Prairie Houses. Zu seinen Angestellten gehörten unter anderem Walter Burley Griffin und dessen spätere Ehefrau Marion Mahony Griffin.

### Grundsätze der Architektur
Der enge Kontakt mit der Landschaft seines Heimatstaates Wisconsin war in seiner späteren Arbeit zentral: Die möglichst nahtlose Integration des Bauwerkes in die Landschaft ist eines der Motive seines immensen Schaffens. Diese Gestaltungsphilosophie kommt wohl am besten in Wrights bekanntestem Werk, der für Edgar J. Kaufmann an einem kleinen Wasserfall erbauten Villa Fallingwater, zur Geltung. Weitere bekannte Entwürfe sind das in Verbindung mit Hilla von Rebay verwirklichte Solomon R. Guggenheim Museum in New York und das Verwaltungsgebäude für die Johnson Wax Company.

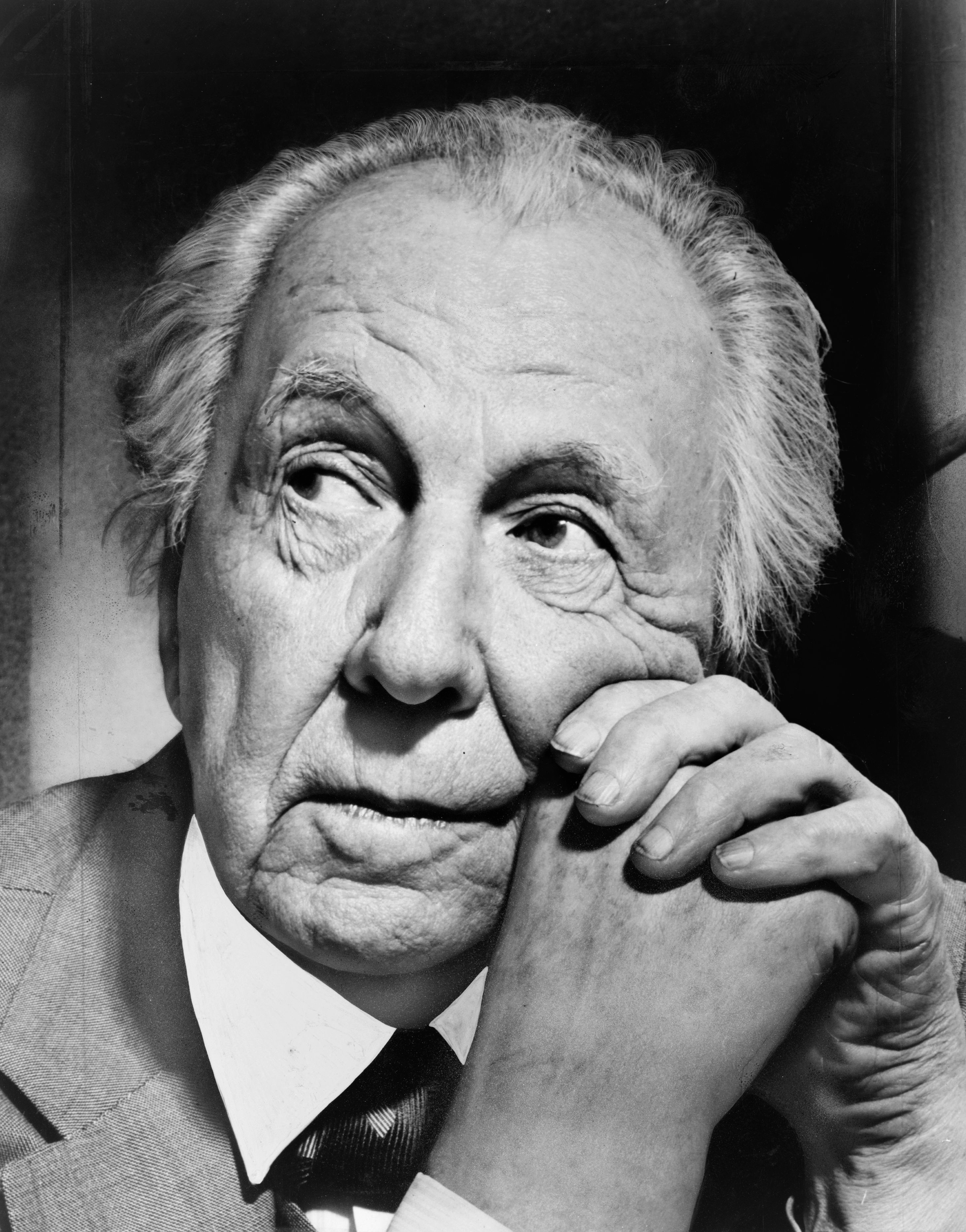
Frank Lloyd Wright, 1954

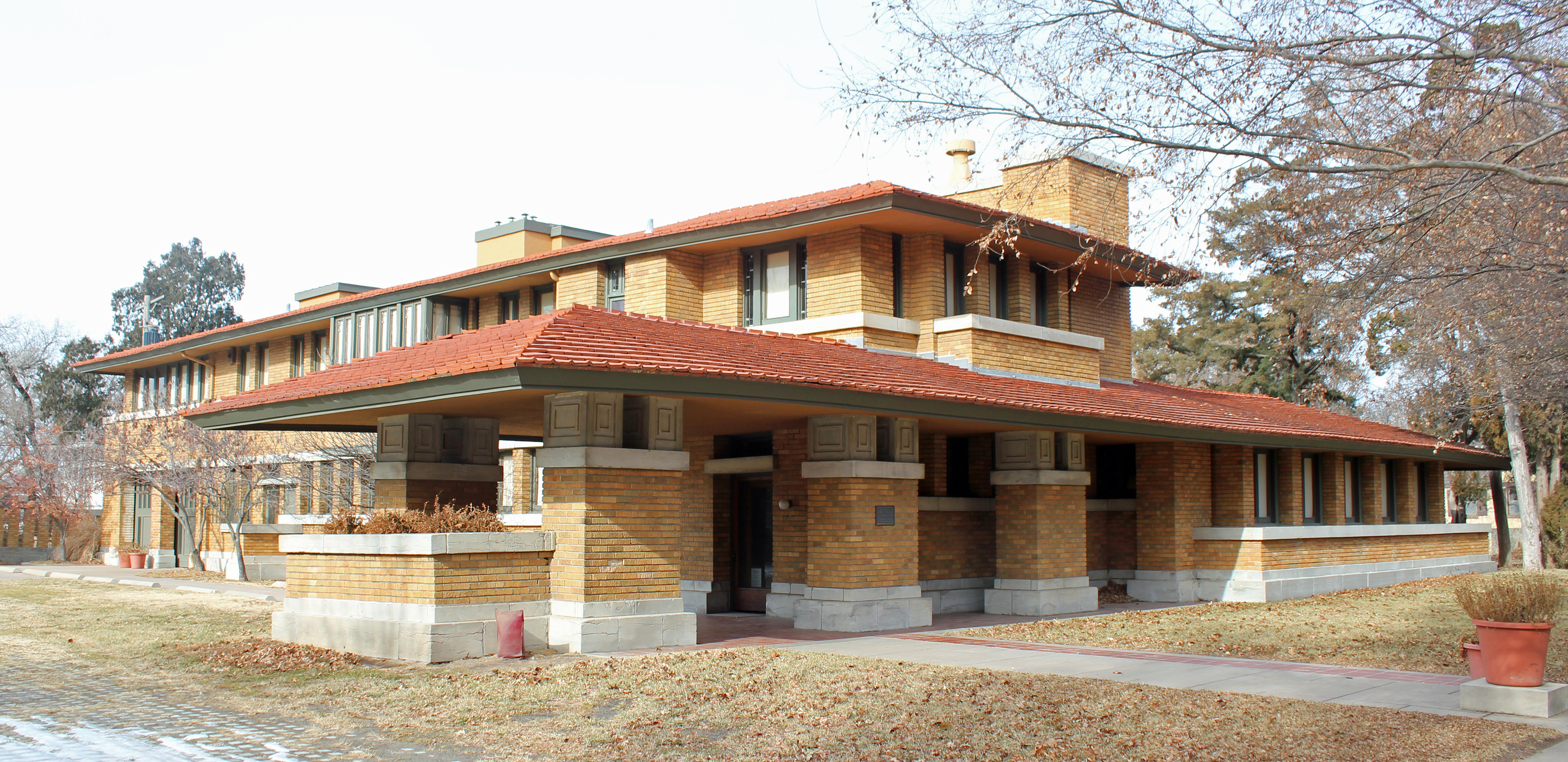
The Allen-Lambe House, Prairie House in Wichita, Kansas

Wright ging es nach Jahrhunderten der kulturellen Abhängigkeit Amerikas vom alten Kontinent darum, eine unabhängige Architektur des neuen Kontinents zu etablieren. Seine so genannten Prairie Houses sollten Ausdruck des amerikanischen Geistes von Demokratie, Pioniergeist und Zusammenhalt sein. Das wichtigste Element war die Feuerstelle als Treffpunkt der Gemeinschaft, um den herum sich das Gebäude entwickelt. Harmonisch bettet sich das Ganze in die umliegende Landschaft ein.

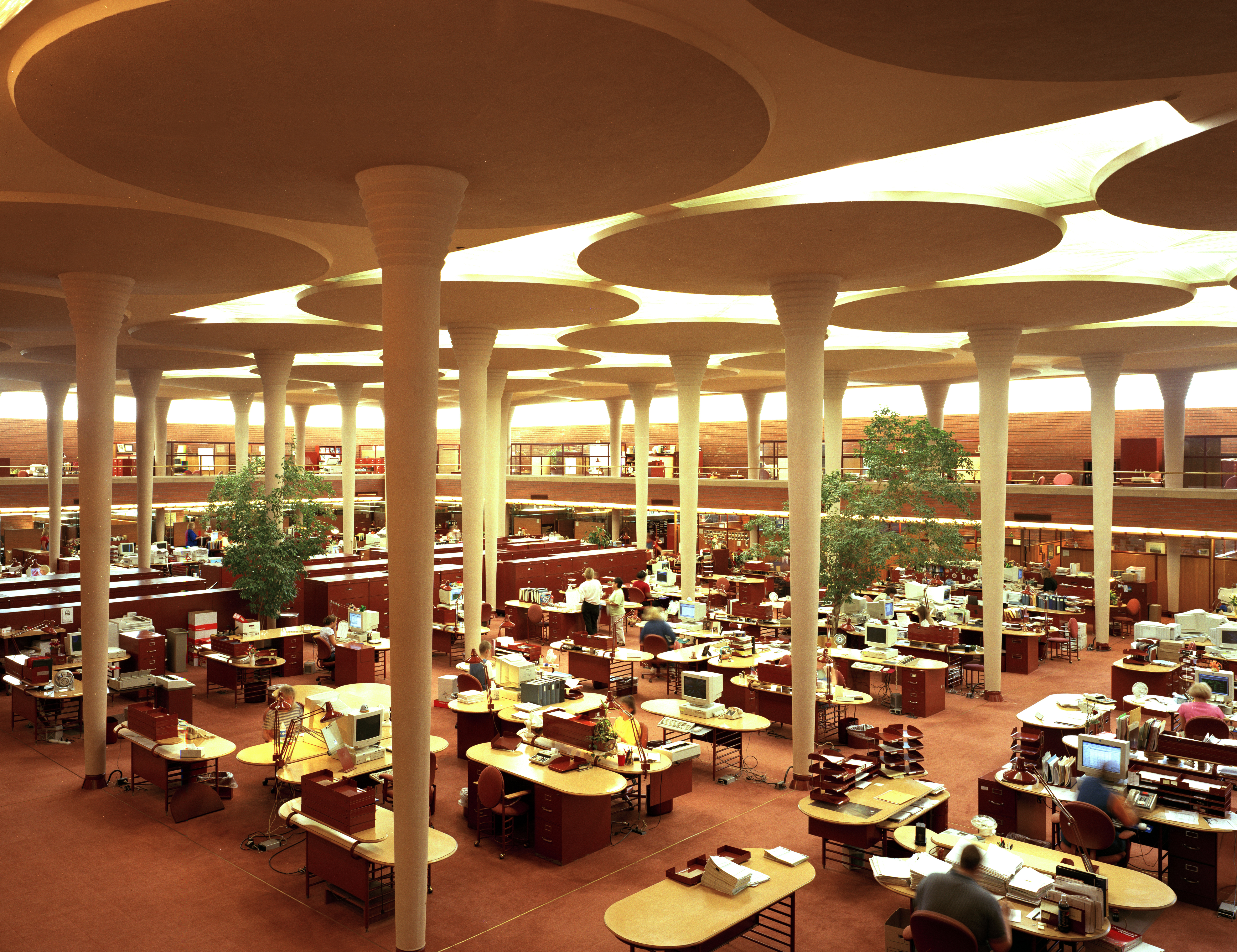
Pilzsäulen als Dachstützen in den Johnson Wax Headquarters

Wright war einer der ersten Architekten, die den Begriff einer „organischen Bauweise“ benutzten. Es ging ihm dabei um einen organischen Zusammenhang der Architektur mit den verschiedenen Elementen der Kunst, der Natur und der menschlichen Lebensbereiche, also weniger im biologischen Sinne.
Unter dem Namen Taliesin gründete Wright mehrere „Ateliers“ mitten in der amerikanischen Prärie, die als Entwicklungsplattformen für die neue, unabhängige amerikanische Architektur dienen sollten. Die Architektin Cornelia Brierly war 1934 die erste weibliche Stipendiatin von Wright in Taliesin. Wrights Büro war ein Anziehungspunkt für Jungarchitekten aus aller Welt, die bei ihm zeitweise arbeiteten und seinen Stil später in ihren Heimatländern weiterentwickelten, so auch auf dem alten Kontinent wie zum Beispiel Werner Max Moser, auch Bruce Goff war sein Schüler und der österreichische Architekt und Adolf-Loos-Schüler Leopold Fischer, der aufgrund der Nürnberger Rassegesetze 1936 vor den Nationalsozialisten nach Los Angeles auswanderte, arbeitete von 1938 bis 1940 auf Empfehlung von Arnold Schönberg mit Frank Lloyd Wright zusammen. 1937 besuchte Wright für 3 Wochen die UdSSR
In seinem 1945 erschienenen Buch When democracy builds (deutsch 1950) erstellt Frank Lloyd Wright eine Art utopischen Masterplan für die Zivilisation des 20. Jahrhunderts.
„Usonien“ (Usonia) nennt Wright sein visionäres Amerika. Es besteht aus einer von ihm erdachten neuen urbanen Form: Broadacre City (Weite Stadt). Nur hier genössen die Menschen „wahre Individualität“ (und nicht „robuste Individualität“ = Egoismus) in einer echten ganzheitlichen Demokratie. Kennzeichnend für diese Vision sind die Werte der Unabhängigkeitserklärung. Da alle potentiellen Führer (Politiker, Philosophen, Künstler, …) versagt hätten, wird Usonien von einem Architekten geleitet. Die Regierung nimmt nur noch Verwaltungsaufgaben wahr.
Freundschaft und Faszination empfand Wright für den schillernden kaukasischen Esoteriker Georges I. Gurdjieff, einen bereits zu seiner Zeit kontrovers diskutierten charismatischen Weisheitslehrer, den er über seine dritte Frau Olgivanna kennenlernte, die in den 20er Jahren Gurdjieffs Schülerin gewesen war.

### Schriftsteller, Kunsthändler
Wright war neben seiner Tätigkeit als Architekt und Schriftsteller auch als Kunsthändler und Sammler tätig. Schon bei seiner ersten Reise nach Japan im Jahre 1905 erwarb er einen großen Bestand an Holzschnitten des Ukiyo-e-Genres, den er zu einem Teil für die Einrichtung eigener Anwesen, zum anderen für den gewinnbringenden Weiterverkauf verwendete. Mit Geschick verstand er es nach Errichtung der von ihm projektierten Gebäude, dass die Bauherren dazu auch passende Kunstgegenstände kauften. Zeitweilig waren die Erträge aus dem Kunsthandel höher als aus der Architektentätigkeit.

### Ehrungen
Im Gegensatz zu allen anderen großen amerikanischen Architekten seiner Zeit hat Frank Lloyd Wright nur wenige offizielle Ehrungen oder Auszeichnungen in Form von Architektur-Preisen oder Ehrendoktoraten erhalten. An Mitgliedschaften in den einschlägigen Organisationen sind seine Mitgliedschaft in der American Academy of Arts and Letters seit 1947 sowie seine Wahl zum assoziierten Mitglied (ANA) der National Academy of Design im Jahre 1952 belegt. 1953 erhielt er die Gold Medal in Architecture dieser Akademie.
Im Februar 2015 wurden zehn Gebäude Wrights für die Aufnahme in das UNESCO-Weltkulturerbe nominiert. Im Juli 2019 wurde eine abgeänderte Liste mit acht Gebäuden zum Weltkulturerbe erklärt. Dies sind:
- Unity Temple in Oak Park, Illinois
- Frederick C. Robie House in Chicago, Illinois
- Taliesin in Spring Green, Wisconsin
- Hollyhock House in East Hollywood, Los Angeles, Kalifornien
- Fallingwater in Mill Run, Pennsylvania
- Herbert and Katherine Jacobs First House in Madison, Wisconsin
- Taliesin West in Scottsdale, Arizona
- Solomon R. Guggenheim Museum in New York City

## Wrights Prinzipien der organischen Architektur
Simplicity and repose (Einfachheit und Ruhe)
Dieser Grundsatz sollte maßgeblich für die Kunst sein. Um solche Qualitäten zu erreichen, sei alles zu eliminieren, was nicht notwendig ist. Dies bedeutet bei Wright auch die Eliminierung von Innenwänden, so dass ein Haus auch so wenige Räume wie möglich haben sollte. Öffnungen sollten in die Struktur als Form integriert werden, so dass sie zu einer Art natürlicher Ornamentik werden. Detail und Dekoration seien zu reduzieren und auch Haushaltsgeräte, Festeinbauten (fixtures), Bilder und Möbel sollten in die Struktur integriert werden.
Es gibt so viele Stile von Häusern wie Menschen selbst
Dieses Prinzip erlaubte den Ausdruck der Persönlichkeiten der jeweiligen Auftraggeber, obgleich die Entwürfe immer merklich Wrights Handschrift trugen. Es erlaubte ihm auch einen Umgang mit dem eklektischen Stil des Historismus, der auch bei den Architekten Nordamerikas im 19. Jahrhundert großen Anklang fand. Am Anfang des 20. Jahrhunderts geriet die Frage nach der Repräsentanz eines Stils in den Hintergrund. Wichtiger wurde die Frage, wem sich Architektur repräsentieren sollte, dies bedeutet zunehmend die Werte der Gesellschaft oder einen individuellen Künstler. Schon Sullivan betonte die Wichtigkeit der Verbindung von Mensch und Architektur.
Korrelation von Natur, Topographie und Architektur
Ein Gebäude sollte so erscheinen, als ob es aus seiner Umgebung gleichsam herausgewachsen wäre, es sollte mit ihr harmonieren. So etwa sollte ein Gebäude in einer flachen Landschaft so unscheinbar wie möglich gestaltet werden.
Die Farben der Natur
Das Farbspektrum der umgebenden Natur sollte harmonisch zu den Materialien des Hauses passen. Hier wandte Wright den Begriff der „conventionalization“ an: eine Methode, welche die Form auf das Wesentliche reduzierte, nämlich Farbe, und welche Design-Motive aus der Natur ableitete.
Natur der Materialien
Holz soll so aussehen wie Holz und Backsteine wie Backsteine, ihre Oberflächenstruktur und Farbe sollten unverfälscht bleiben. Er fordert eine Kenntnis der Baumaterialien, um dadurch eine „kunstgerechte[.] Bearbeitung“ der jeweiligen Materialien mit Maschinen zu erreichen.
Spirituelle Integrität in der Architektur
Wright glaubte daran, dass Gebäude Qualitäten analog zu den menschlichen Qualitäten beherbergen sollten. Wright reflektiert die Ideen des Arts and Crafts Movement in seiner Aussage, dass Gebäude liebenswürdig sein und den Menschen Freude bereiten sollten. Dies sei wichtiger als die Entwicklung eines bestimmten Stils. Wright betonte weiter, dass die Integrität der menschlichen Werte in der Moderne nur durch den Gebrauch der Maschine erreicht werden könnte, „das normale Werkzeug unserer Zivilisation“ müsste für die neuen „industriellen Ideale“ geschaffen werden, erklärte Wright in seinem Vortrag von 1901 The Arts and Crafts of the Machine. Dies unterscheide Wright von den Idealen William Morris’ und John Ruskins im späten 19. Jahrhundert.
Nach diesen Prinzipien orientierte sich Wrights Architektur:
- Funktionalismus (siehe Bildhauer Horatio Greenough und Architekt Louis Sullivan)
- Technologie (z. B. Larkin Building, 1903, Klimaanlage)
- eine fortwährende Entwicklung von architektonischen Formen.

Seine Prinzipien der organischen Architektur blieben nicht statisch und änderten sich meist allmählich.

## Galerie

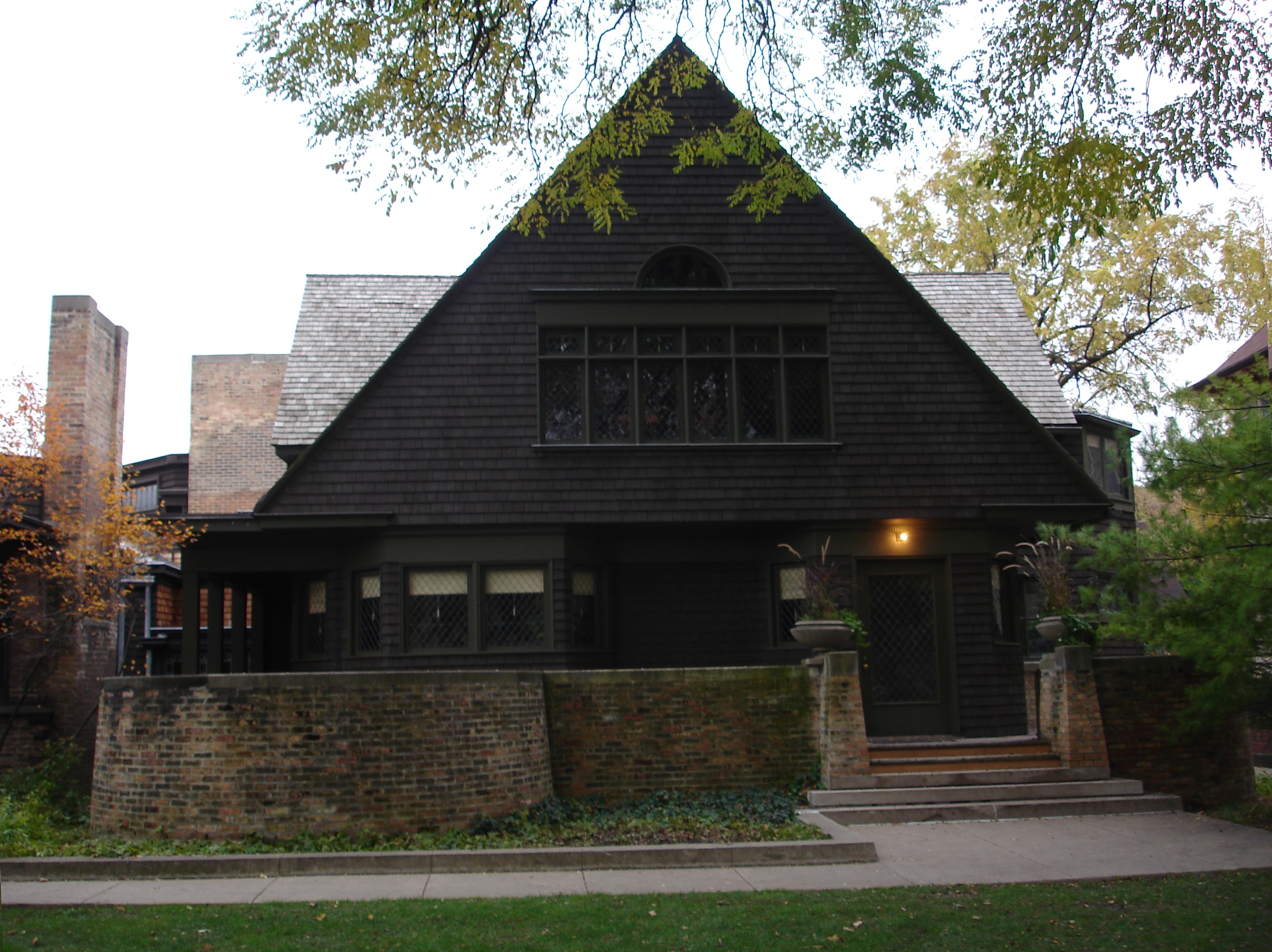
Studio und Wohnhaus von Frank Lloyd Wright
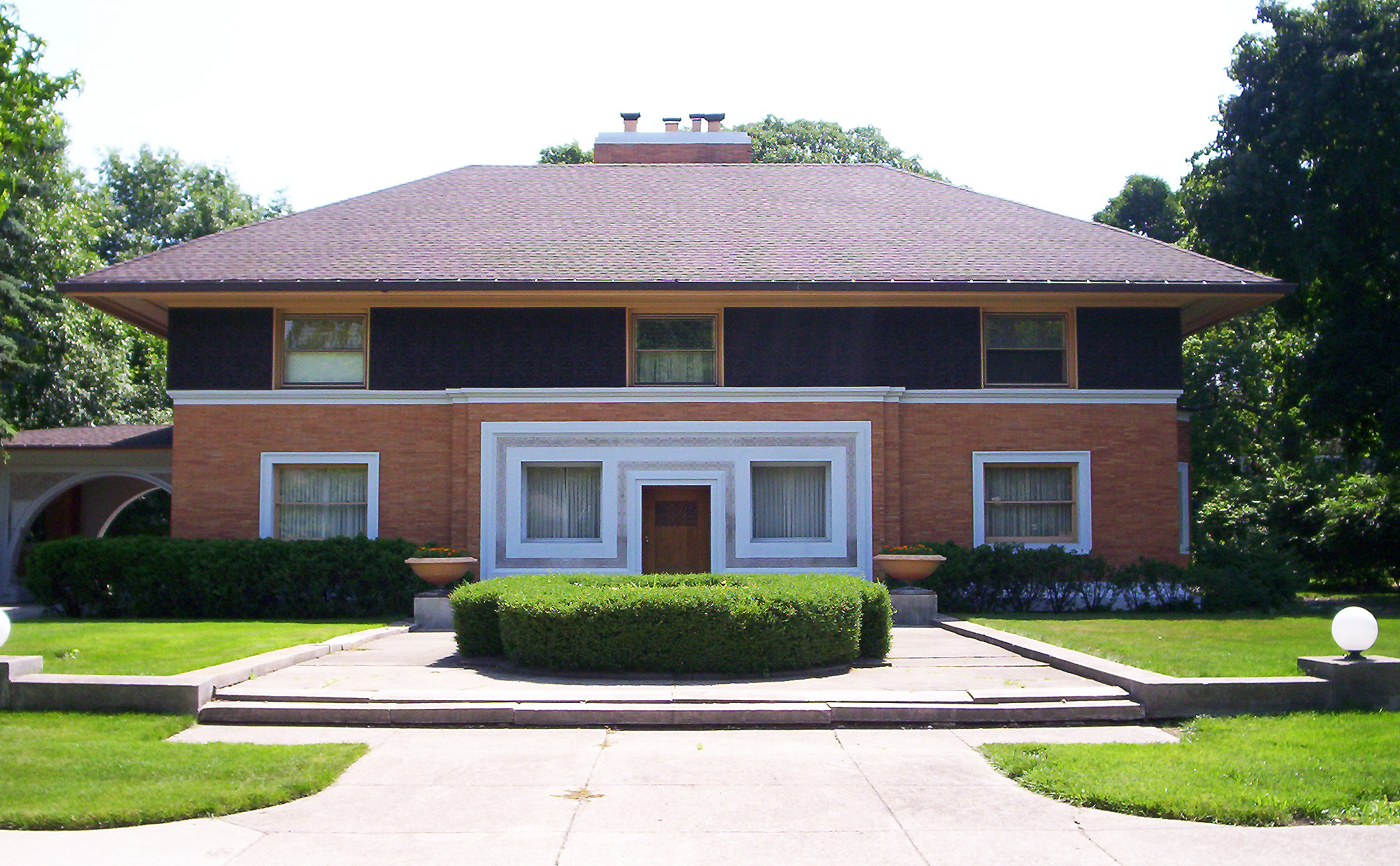
William H. Winslow House (1893)
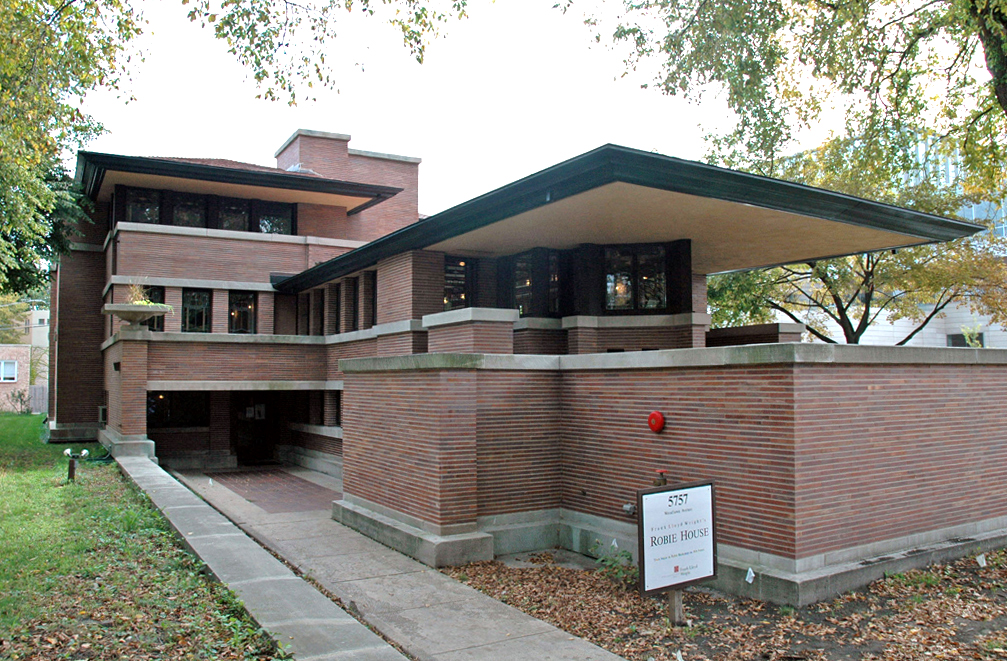
Robie House (1908)
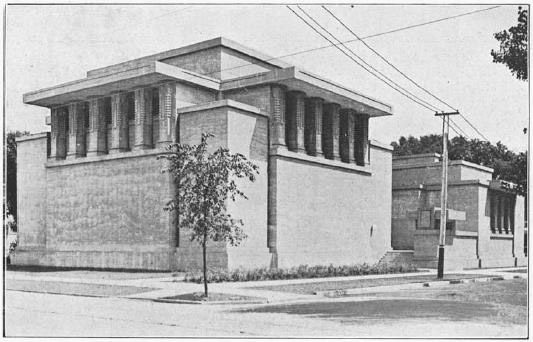
Unity Temple (1908)
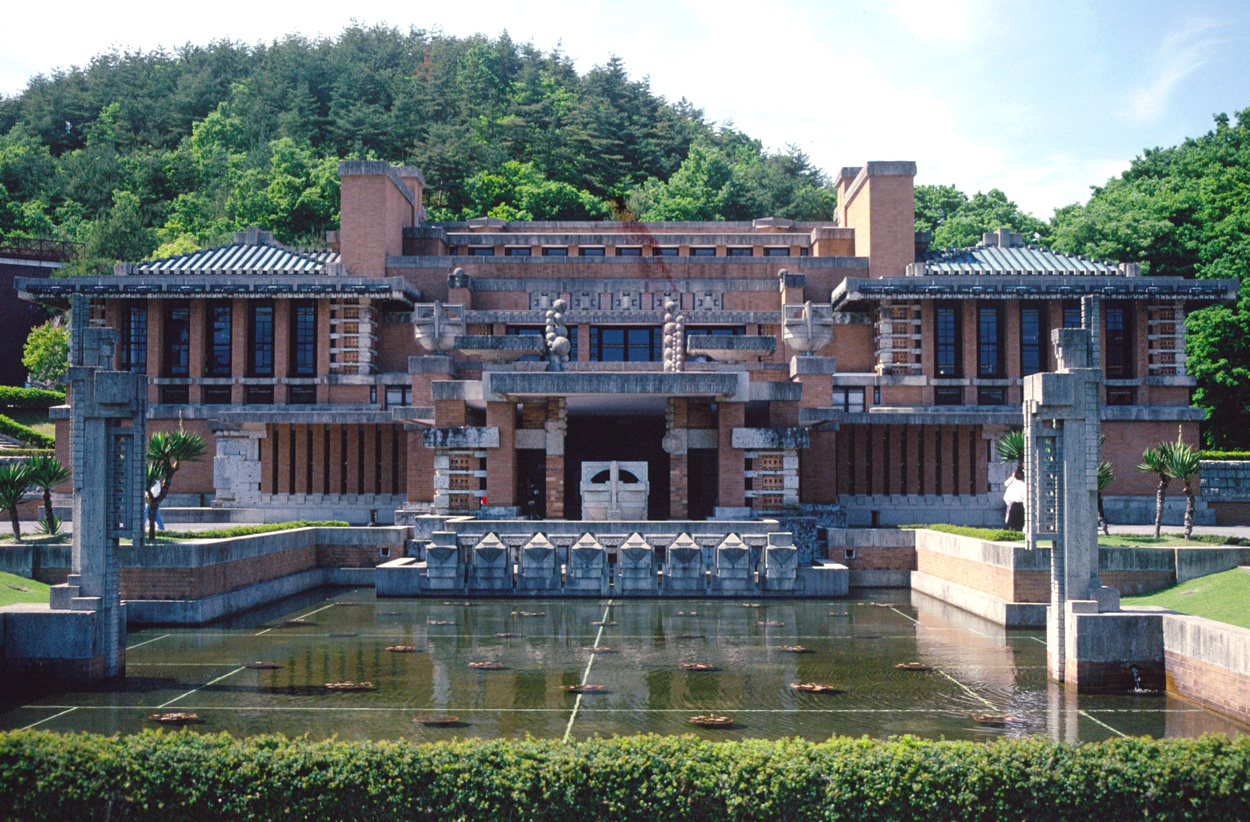
Imperial Hotel (1916)
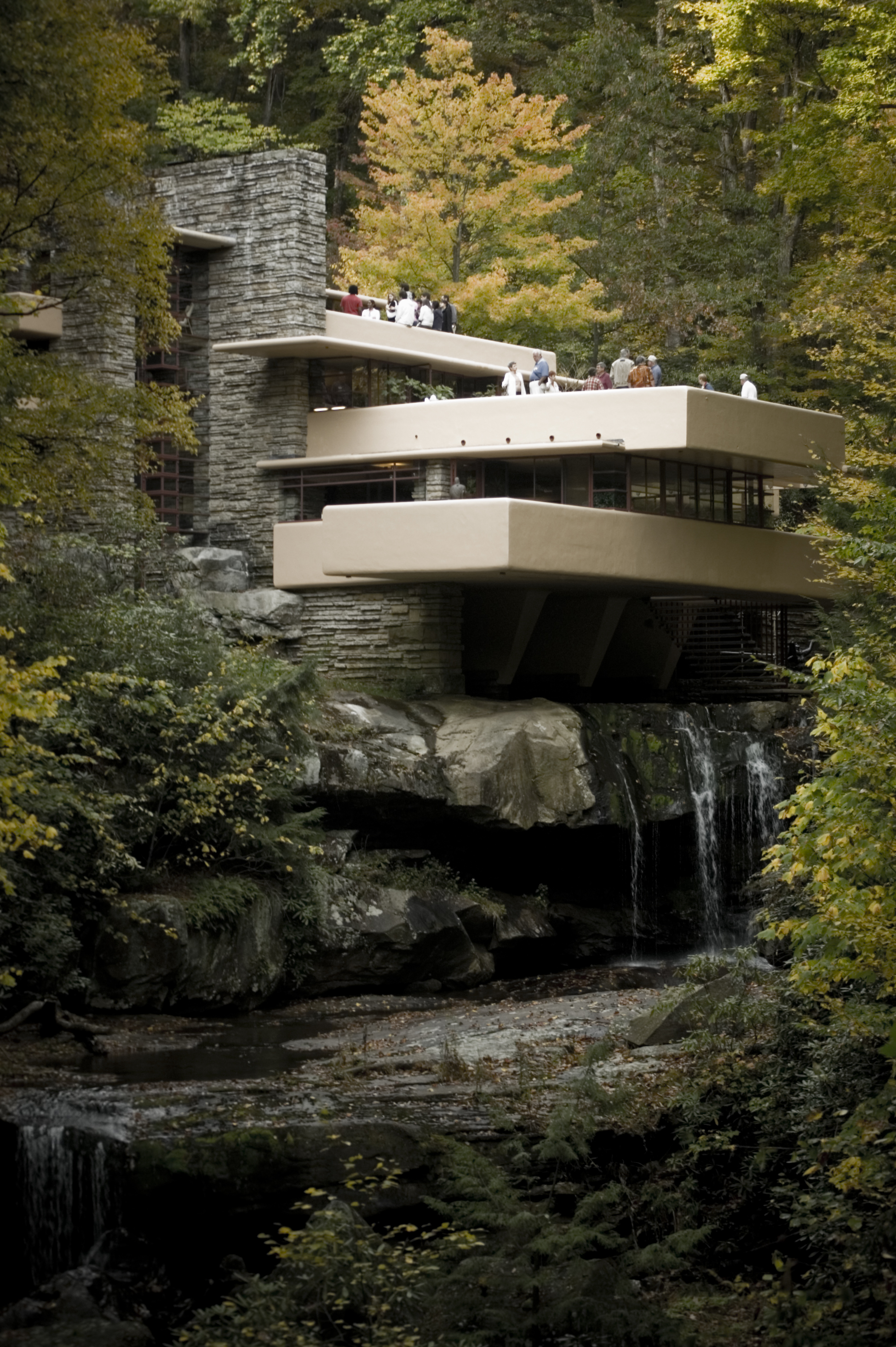
Fallingwater (1937)
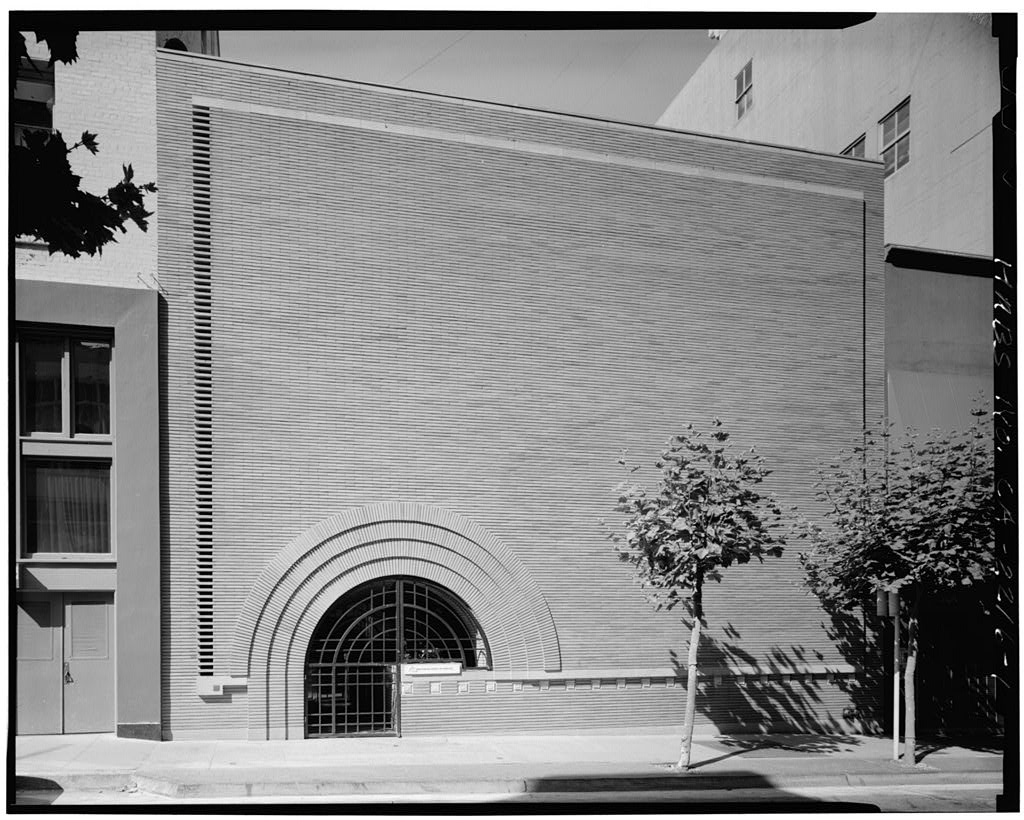
V. C. Morris Gift Shop (1948)
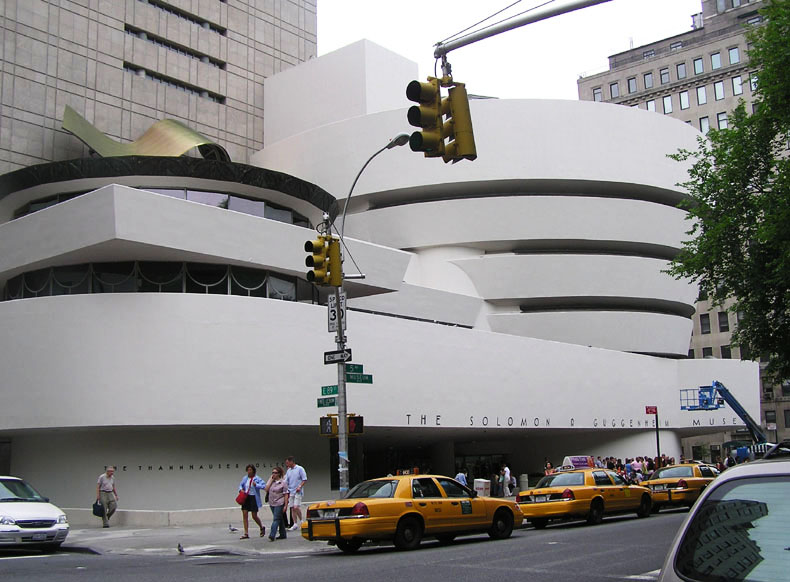
Solomon R. Guggenheim Museum (1956)
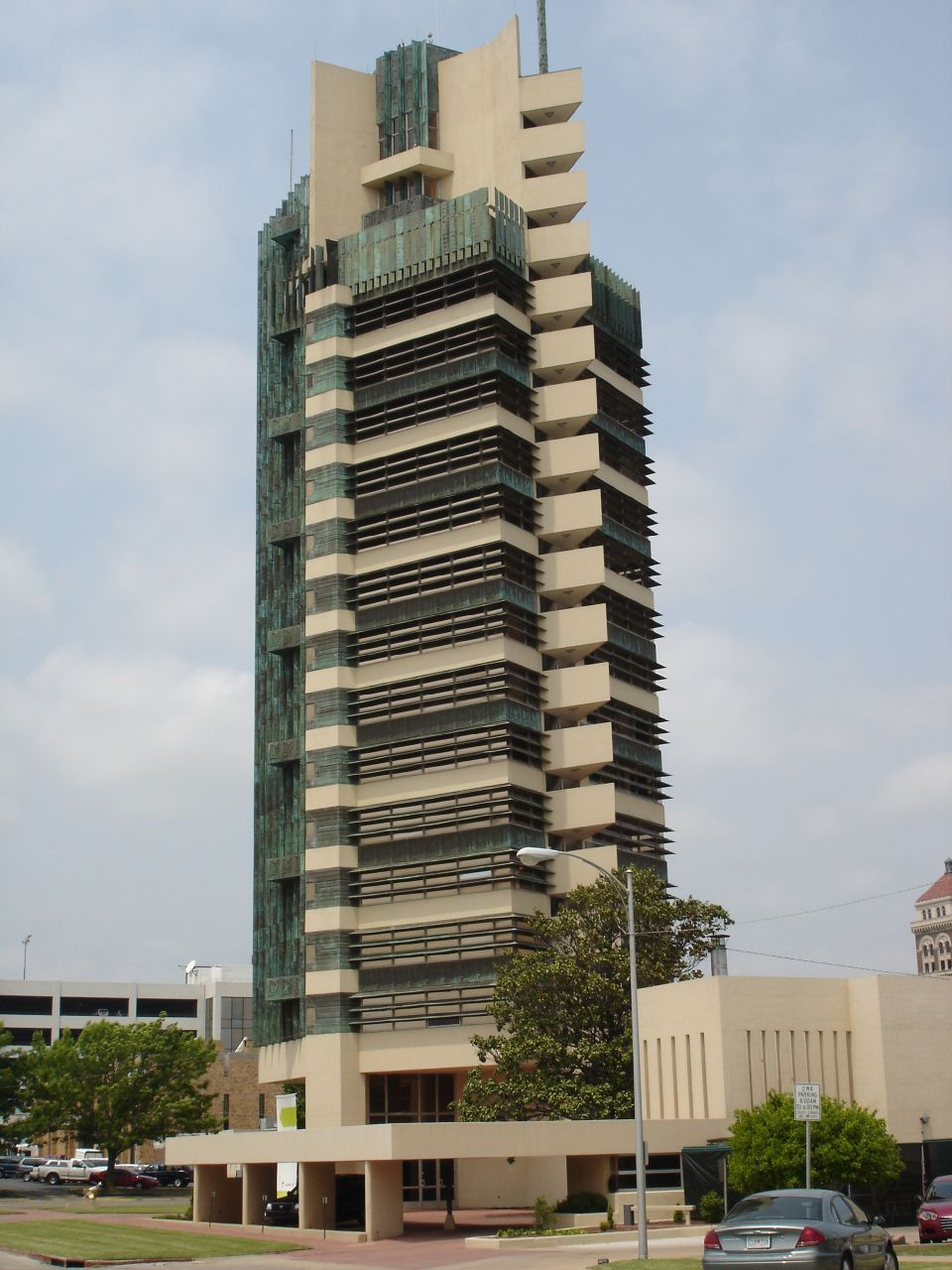
Price Tower (1956)
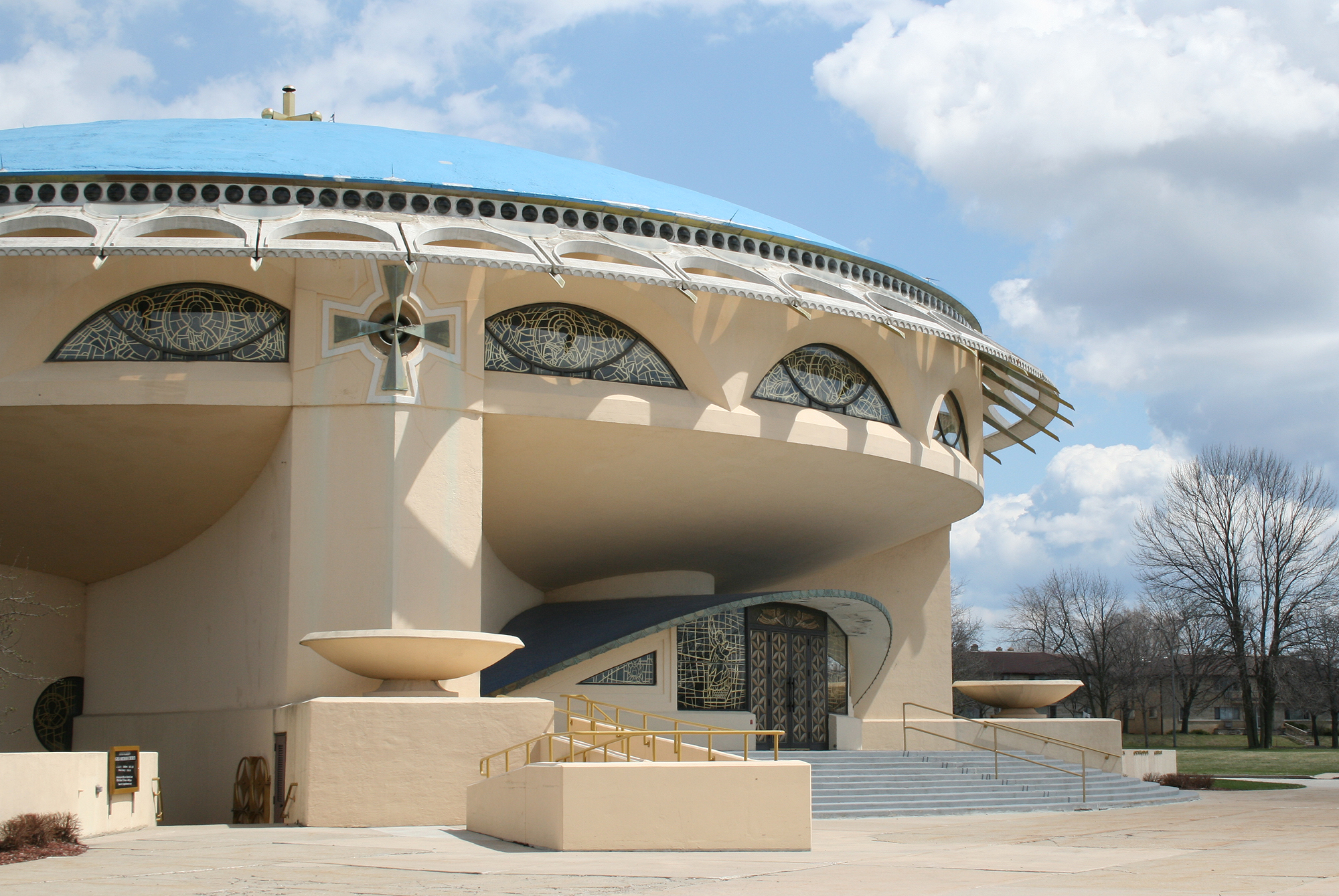
Annunciation Greek Orthodox Church (1959)

## Werke (Auswahl)

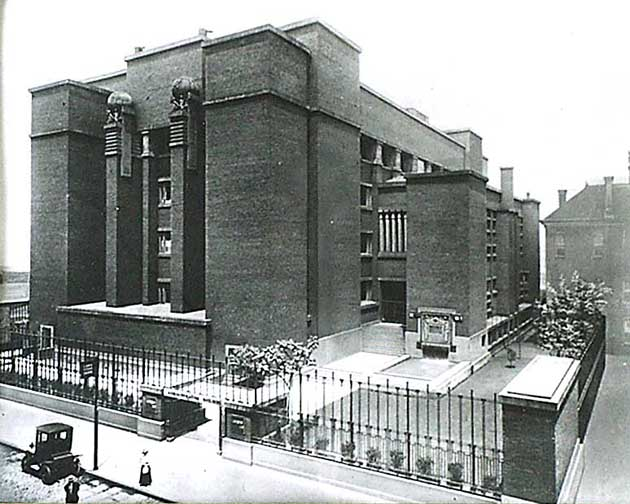
Larkin Administration Building, 1906

- 1889: Frank Lloyd Wright Residence, Oak Park, Illinois
- 1893: Walter H. Gale House und Thomas H. Gale House, Oak Park, Illinois
- 1893: William H. Winslow House, River Forest, Illinois
- 1898: George W. Smith House, Oak Park, Illinois
- 1901: Ward W. Willets House, Highland Park, Illinois
- 1902: Dana-Thomas House, Springfield, Illinois
- 1903 ff.: Larkin Administration Building, Buffalo, New York
- 1905: Hardy House, Racine, Wisconsin
- 1905: Darwin D. Martin House, Buffalo, New York
- 1907: Pettit Memorial Chapel, Belvidere, Illinois
- 1908: Frederick C. Robie House, Chicago, Illinois
- 1908: Edward E. Boynton House, Rochester, New York
- 1908: Unity Temple, Oak Park, Illinois
- 1909: Mrs. Thomas H. Gale House, Oak Park, Illinois
- 1911 ff.: Taliesin, Spring Green, Wisconsin (sein eigenes Wohn- und Atelierhaus)
- 1915: Emil Bach House, Rogers Park, Chicago Illinois
- 1915: Wynant House, Chicago, Illinois (Zerstörung durch Brand am 9. Januar 2006)
- 1916: Imperial Hotel, Tokyo
- 1917: Hollyhock House, Los Angeles, California
- 1923: Ennis House, Los Angeles, California
- 1923: Millard House, Pasadena, California
- 1926–1931: Isabelle R. Martin House/Graycliff, Derby, New York
- 1935: Fallingwater, Bear Run, Ohiopyle, Pennsylvania
- 1936: Honeycomb House, Stanford, California

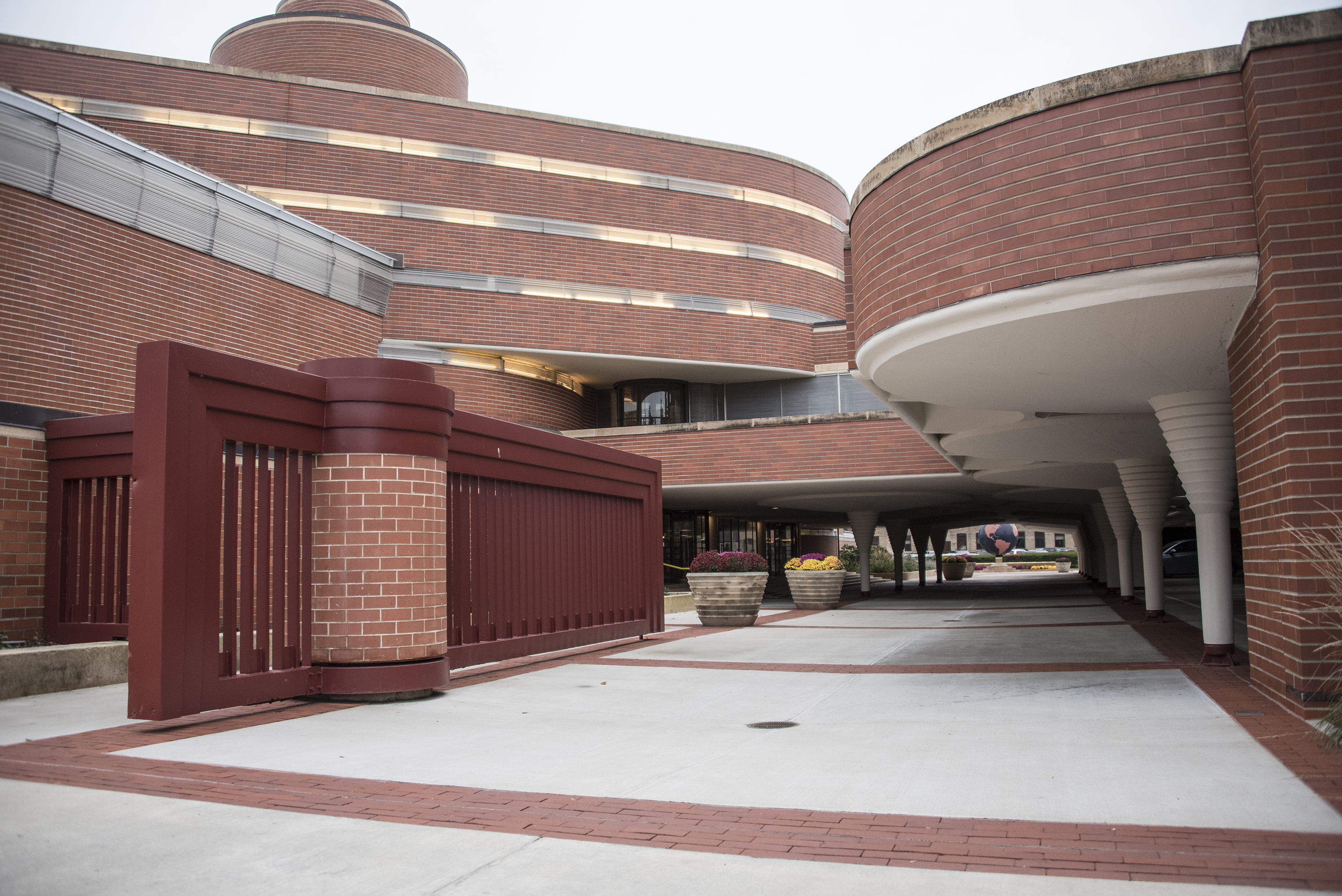
Einfahrt zu den Johnson Wax Headquarters

- 1936: Johnson Wax Headquarters, Racine, Wisconsin
- 1937 ff.: Taliesin West, Scottsdale, Arizona (sein eigenes Wohn- und Atelierhaus, Winterquartier)[14]
- 1938–1958: Campus des Florida Southern College, Lakeland, Florida (insgesamt 18 Gebäude)[15]
- 1938: Monona Terrace, Madison, Wisconsin (damals vom Kreisrat des Dane-County abgelehnt, schließlich Baubeginn aufgrund eines Volksentscheids im Jahre 1992, Eröffnung 1997)
- 1939: George Sturges House, Brentwood, Kalifornien
- 1944: S. C. Johnson Research Tower, Racine, Wisconsin
- 1947: First Unitarian Society Meeting House, Madison, Wisconsin
- 1948: V. C. Morris Gift Shop, San Francisco, California
- 1953: Kentuck Knob, Uniontown, Pennsylvania
- 1954: Beth Sholom Synagogue, Elkins Park, Pennsylvania
- 1955: Louis Penfield House, Willoughby Hills, Ohio
- 1956: Solomon R. Guggenheim Museum, New York
- 1956: Price Tower, Bartlesville, Oklahoma (Punkthochhaus)
- 1956: Lindholm Oil Company Service Station, Cloquet, Minnesota
- 1957: Marin County Civic Center, Marin County, California – in diesem Gebäude fanden Teile der Aufnahmen für den Science-Fiction-Film Gattaca statt.[16]
- 1958: Lockridge Medical Clinic, Whitefish (Montana), am 9. Januar 2018 abgerissen.[17]

## Schriften
- Die Mechanisierung und die Materialien. In: Die Form. Zeitschrift für gestaltende Arbeit, 1931, Jg. 6, Heft 9, S. 341 – 349, Digitalisat der UB Heidelberg.
- Frank Lloyd Wright: Sixty years of living architecture: the work of Frank Lloyd Wright. Published 1953
- Das natürliche Haus. [Übertragen Jutta und Theodor Knust]. München, Albert Langen Georg Müller, o. J. [1954].
- The Solomon R. Guggenheim Museum. Architect: Frank Lloyd Wright. Book edited and designed by Ben Raeburn. Published by the Solomon R. Guggenheim Foundation and Horizon Press 1960.

### Sachliteratur
- Otto Antonia Graf: Die Kunst des Quadrats. Zum Werk des Frank Lloyd Wright. Band I und II. Verlag Böhlau, Wien 1983.
- Otto Antonia Graf: Lernen von Imhotep? Frank Lloyd Wright. In: Architectural Drawings and Decorative Art. Fischer Fine Arts, London 1985.
- S. Noma (Hrsg.): Wright, Frank Lloyd. In: Japan. An Illustrated Encyclopedia. Kodansha, 1993. ISBN 4-06-205938-X, S. 1717.
- Terence Riley (Hrsg.): Frank Lloyd Wright: Architect. Abrams, New York 1994, 344 S., überw. Ill., graph. Darst., ISBN 0-8109-6122-9, Ausstellungskatalog des Museum of Modern Art.
- Christopher Vernon: Frank Lloyd Wright, Walter Burley Griffin, Jens Jensen and the Jugendstil Garden in America. In: Die Gartenkunst 7 (2/1995), S. 232–246, Volltext online.
- Bruno Zevi: Frank Lloyd Wright. Birkhäuser Verlag, Basel 1998, ISBN 978-3-7643-5987-4.
- David G. De Long: Frank Lloyd Wright – Die lebendige Stadt. Vitra Design Museum, Weil am Rhein 1998, 320 S., ISBN 978-3-931936-13-6, Ausstellungskatalog.
- Tony Vaccaro: Frank Lloyd Wright. Ein fotografisches Porträt. Kultur-unterm-Schirm, Kirchentellinsfurt 2001. Ausstellungskatalog, Inhaltsangabe: [18].
- Bruce Brooks Pfeiffer: Frank Lloyd Wright 1867–1959. Bauen für die Demokratie. Taschen-Verlag, Köln 2004, ISBN 3-8228-2450-X.
- Alan Hess, Alan Weintraub: Frank Lloyd Wright Häuser. DVA 2007, ISBN 978-3-421-03592-9.
- Daniel Treiber: Frank Lloyd Wright. Birkhäuser Verlag, Basel 2008, ISBN 978-3-7643-8696-2.
- Robert McCarter: Frank Lloyd Wright: ein Leben für die Architektur. Deutsche Verlags-Anstalt, München 2010, ISBN 978-3-421-03765-7.
- Derek Fell: Die Gärten des Frank Lloyd Wright. Verlag Delius Klasing, Bielefeld 2010, ISBN 978-3-7688-2683-9.
- Ron McCrea: Building Taliesin: Frank Lloyd Wright's Home of Love and Loss. Wisconsin Historical Society Press. Madison, WI 2012, ISBN 978-0-87020-606-1.
- Anthony Alofsin: Wright and New York: The Making of America’s Architect. Yale University Press, 2019, ISBN 978-0-300-23885-3.

### Romane
- T. C. Boyle: Die Frauen. Roman. Übersetzung aus dem Englischen von Kathrin Razum und Dirk van Gunsteren. Hanser, München 2009, ISBN 978-3-446-23269-3, Rezension: [19]. 
Boyles zwölfter Roman schildert das Leben des Architekten Frank Lloyd Wright aus der Sicht eines fiktiven japanischen Assistenten und der vier Frauen, die sein Leben prägten. Boyle wohnt seit 1993 in einem von Frank Lloyd Wright entworfenen Prairie House, das er restaurieren ließ.[20]
- Nancy Horan: Loving Frank, 2007
Roman über Wrights Liebesbeziehung mit Mamah Borthwick.[21]

## Filme
- Frank Lloyd Wright. Dokumentarfilm, USA, 1998, 110 Min. (2 × 55 Min.), Buch: Geoffrey C. Ward, Regie: Ken Burns und Lynn Novick, Vorschau, 1 Min.
- Frank Lloyd Wright – Der Phoenix aus der Asche. Dokumentarfilm, Deutschland, 2020, 52:57 Min., Buch und Regie: Sigrid Faltin, Produktion: SWR, arte, Erstsendung: 22. November 2020 bei arte, Inhaltsangabe von ARD. 
 Aufnahmen von Wrights Gebäuden werden ergänzt mit Archivaufnahmen, Zeitzeugen (Vernon Swaback, ein Schüler von Wright; Enkel Eric Lloyd Wright) und Wright-Kennern (T.C. Boyle, David Bagnall, Kurator des Wright Trusts; Kunsthistorikerin Keiran Murphy; Ron McCrea, Wright-Biograph; Anthony Alofsin, Wright-Biograph).

## Sonstiges

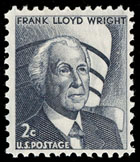
Briefmarke der US-Post, 1966

Der Song So long, Frank Lloyd Wright des amerikanischen Popsänger-Duos Simon and Garfunkel ist keine Hommage an Wright, sondern bezieht sich auf den Wright-Fan Garfunkel, der das Duo verlassen wollte, um verstärkt als Schauspieler zu arbeiten.
Der United States Postal Service gab ihm zu Ehren 1966 eine 2-Cent-Briefmarke heraus, ein Dreiviertelportrait vor dem Guggenheim Museum New York.